# Selección femenina de rugby league de Argentina
La Selección femenina de rugby league de Argentina es el representante de dicho país en la modalidad de Rugby League.

## Historia
Sus primeros partidos los disputó en la categoría de rugby league en formato nines, frente al combinado de Chile durante el Latinoamericano masculino de Rugby League 2017, disputado en Los Ángeles, obteniendo la victoria en ambos por marcadores de 6-0 en el primero, y en el segundo encuentro por una diferencia de 20 a 0, siendo estos los primeros partidos de exhibición disputados en Sudamérica.
En noviembre de 2018, jugó el primer partido test match en formato de Rugby 13 femenino en Sudamérica, frente al combinado de Brasil en Sao Paulo, perdiendo por un marcador de 44 a 0.

## Partidos disputados

### Rugby League Nines
| 17 de noviembre de 2017 | Chile | 0 - 6 | Argentina | Los Ángeles, Chile |  |

| 17 de noviembre de 2017 | Chile | 0 - 20 | Argentina | Los Ángeles, Chile |  |

### Rugby League XIII
| 25 de noviembre de 2018 | Brasil | 44 - 0 | Argentina | São Paulo, Brasil |  |

## Historial
Solo se consideran partidos en formato de rugby league XII.
| Oponente | Jugados | Ganados | Empatados | Perdidos | % de victorias | Mejor resultado |
| -------- | ------- | ------- | --------- | -------- | -------------- | --------------- |
| Brasil   | 1       | 0       | 0         | 1        | 0.0%           | 0 - 44          |
| Total    | 1       | 0       | 0         | 1        | 0.0%           | -               |

## Participación en copas

### Rugby League XIII
- Copa Sudamericana 2018: 2° puesto